# 庫班河薩瓦納鰍
庫班河薩瓦納鰍為輻鰭魚綱鯉形目鰍科的其中一種，為溫帶淡水魚，分布於歐洲俄羅斯庫班河流域，體長可達6.5公分，棲息在礫石底質、水質清澈的河流底層水域，生活習性不明。

## 扩展阅读
維基物種上的相關：庫班河薩瓦納鰍